# Скоропослушница
Ико́на Бо́жией Ма́тери «Скоропослу́шница» (греч. Γοργοεπήκοος — «Горгоэпикоос») — икона Божией Матери, почитаемая чудотворной. Написана на Святой Горе Афон и хранится в монастыре Дохиар. Празднование — 9 (22) ноября (в самом монастыре с 1919 года — 1 (14) октября).

## Иконография
Образ иконы Божией Матери Скоропослушница относится к типу Одигитрии. Младенец, сидящий на левой руке Богоматери, благословляет правой рукой, а в левой держит свиток. Для иконы характерна обращённость правой пяточки Богомладенца к молящимся. Позднее Богоматерь на иконе подобного типа стали писать в короне.
Оригинальный, афонский образ Богородицы «Скоропослушницы» представляет собой почти поколенное изображение Богоматери с Младенцем, в отличие от оглавного петербургского извода этого образа.

## Местонахождение
Образ находится в Дохиарском монастыре на Святой Горе Афон и представляет собой фреску, которая была написана предположительно в 1563 году на внешней стороне восточной стены трапезной, справа от входа. Позднее проход был с одной из сторон закрыт, и перед иконой была устроена часовня.

## История
Образ был написан в нише, находящейся на внешней стороне восточной стены монастырской трапезной, справа от входа. Одним из чудес, приписываемых данной иконе, является ослепление в 1664 году монаха-трапезаря (повара) по имени Нил за то, что он закоптил образ, но затем вследствие раскаяния получил зрение обратно. Так, Нил, проходя ночью мимо образа Богородицы, как-то раз оставил светильник таким образом, что копоть стала затемнять лик Богоматери. В этот момент Нил услышал голос, произнёсший: «Впредь не подходи сюда с зажжённой лучиной и не копти Моего образа».
Нил успокоил себя, подумав, что кто-то подшучивает над ним из братии, и в другой раз также оставил там светильник. Тогда он снова услышал глас: «Монах, недостойный этого имени, долго ли тебе так беспечно и бесстыдно коптить Мой образ». После чего Нил моментально ослеп. И только тогда он понял, от кого действительно исходил неведомый глас, но, будучи монахом, воспринял наказание как должное ему.
Утром братия монастыря нашла Нила распростёртым и молящимся перед образом. Иконе воздали поклонение, зажгли лампаду. Сам же Нил каждый день слёзно молил Богоматерь простить его прегрешение и не отходил от иконы. Через некоторое время его молитва была услышана, и в один из дней, когда он тихо плакал у иконы, послышался тихий голос:

Нил, твоя молитва услышана. Прощаю тебя и вновь даю зрение твоим очам. Возвести братии обители, что Я — их покров и защита монастыря, посвящённого архангелам. Пусть они и все православные прибегают ко Мне в нуждах, и никого Я не оставлю. Всем призывающим Меня буду Я Предстательница, и по ходатайству Моему Сын Мой исполнит прошения их. И будет икона Моя именоваться «Скоропослушницей», потому что всем притекающим к ней буду являть Я милость и услышание скорое.

После этих слов Нил прозрел, и весть о его излечении моментально разошлась по Афону. В Дохиарском монастыре установилось особое и постоянное чествование образа "Скоропослушница", для чего проход в трапезную, у входа в которую размещалась икона, был закрыт, и было устроено подобие часовни. Недалеко от иконы выстроили храм в честь образа Скоропослушницы. Безотлучно перед иконой стоял избранный монах, следивший за лампадами и совершавший молебны.

## Чудеса
Благодатью от Скоропослушницы прозревали слепцы, начинали ходить хромые. Молитвой Скоропослушнице спасались от плена и выживали при кораблекрушениях.

## Чтимые в России списки
В Россию списки с иконы в большом числе стали поступать с Афона в XIX веке. Они всюду пользовались большой любовью и почитанием, многие прославились чудесами — особенно исцелениями от падучей и беснования. Списков существовало много, но ниже перечислены лишь наиболее известные из них.

### Московский список
Список Скоропослушницы принесён с Афона в 1887 году и помещён в Афонской часовне в честь святого великомученика Пантелеимона у Владимирских ворот Китай-города.
С московским списком Скоропослушницы связана история об исцелении 14 ноября 1887 года некоей Анастасии Фроловой, вдовы из Рузы. Фролова страдала бесноватыми припадками, случавшимися у неё по церковным праздникам, а также по воскресеньям, средам и пятницам, а также во время церковных служб и разговоров на священные темы. Родные, не зная, как вылечить Фролову, посоветовали ей помолиться у иконы Скоропослущницы. Когда отслужили молебен у иконы, страдания Фроловой прекратились.
В январе 1889 года от этого образа получила исцеление от падучей болезни, сопровождаемой припадками беснования, московская крестьянка Марфа Палкина.
В честь этой иконы освящён храм иконы Божией Матери «Скоропослушница» на Ходынском поле.

### Лютиковский список
Крестьянин Александр Фролов, житель села Троицкого, отправился на Афон стать иноком в Андреевском или Ильинском ските. В 1872 году он прислал в родную церковь посылку для священника, в которой находился список с иконы Скоропослушница. В сопроводительной записке Фролов просил поставить икону в храме, а деньги для оплаты работы иконописца выслать ему.
В маленьком деревенском храме не оказалось нужной суммы, и икону было решено передать в Троицкий Лютиков монастырь (неподалёку от Перемышля на берегу реки Оки). В храмовый праздник икона была внесена в монастырь, после чего от неё тут же исцелились три страдавшие заболеваниями местные жительницы. Слух об этом распространился по окрестным сёлам, и люди потянулись к иконе. Началось непрерывное служение молебнов, и через некоторое время сбор достиг необходимой для уплаты иконописцу суммы в 150 рублей (события происходили в 1872 году). В следующем, 1873 году, от иконы получил исцеление 18-летний юноша, страдавший припадками.
10 июля 1897 года девушка из села Троицкого (выходцем из которого был и Александр Фролов, приславший икону с Афона) стала тонуть в Оке. Утопая, она молила о спасении икону Скоропослушницу, уповая на помощь Богоматери. В этот момент к ней подплыли местные жители на лодке и успели спасти её.

### Козьмодемьянский список
В городе Козьмодемьянске Казанской губернии в домовой церкви Троицкого Космодемьянского женского черемисского монастыря имелся список со Скоропослушницы.

### Елеонский список
В 1938 году Афонская обитель Дохиар принесла список с иконы в дар Русской духовной миссии в Иерусалиме.
Ныне список хранится в правом приделе Спасо-Вознесенского храма Елеонской женской обители в Иерусалиме.

### Невская Скоропослушница

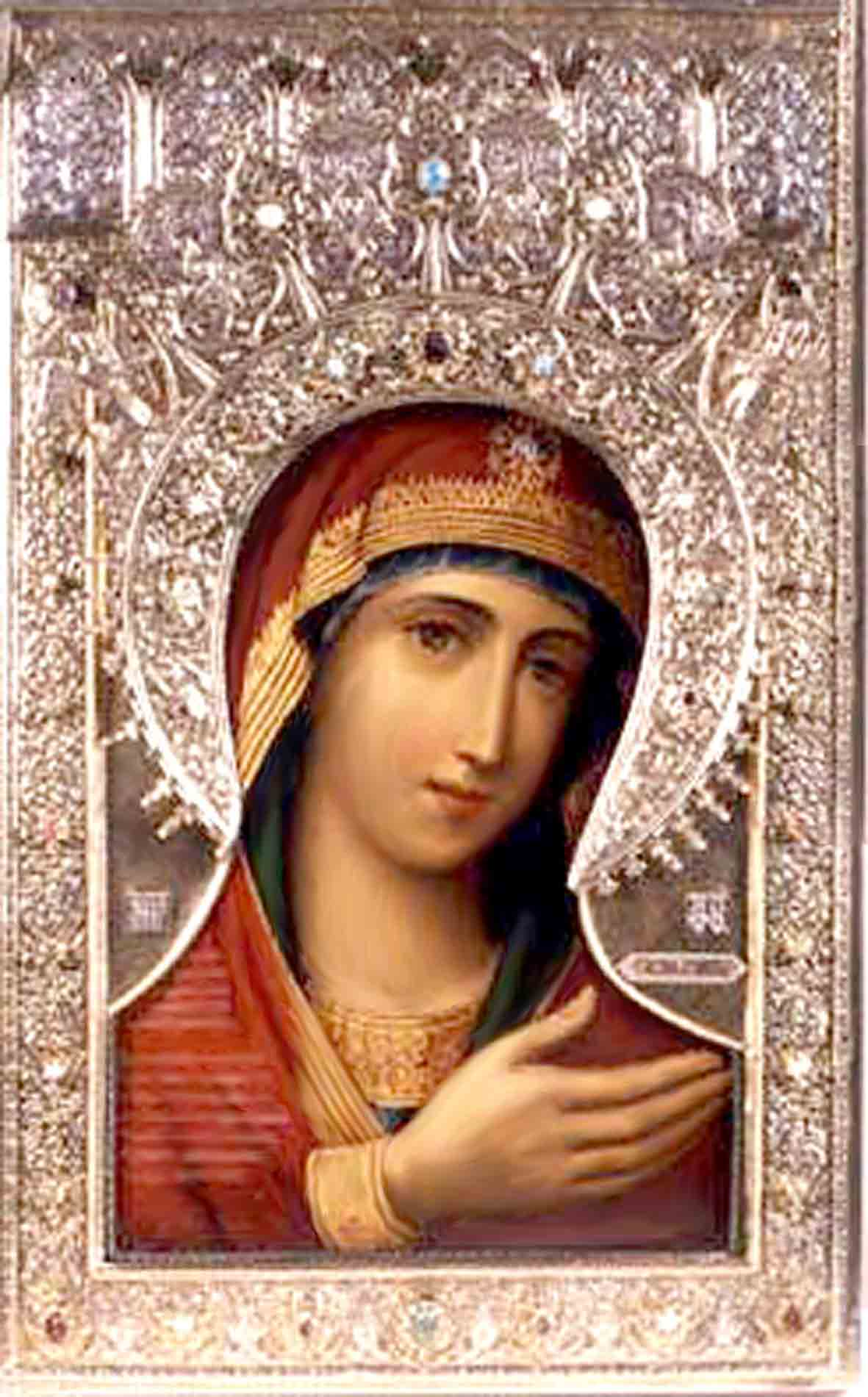
Икона Невская Скоропослушница. Хорошо заметно отличие от иконографии оригинальной иконы.
Александро-Невская лавра

Петербургский список иконы («Невская Скоропослушница») отличается по иконографии от афонского прообраза. Он изображает Божию Матерь без Богомладенца, с молитвенно простёртой десницей, которая имеет подчёркнуто большие размеры, словно символизируя Божественную помощь. По преданию, образ был написан таким «по сонному видению иноку Святой Горы». Подобный тип иконы «Скоропослушницы» не встречается ни в Греции, ни в других странах православного Востока.
Петербургский список иконы, принесённый из Русского Пантелеимонового монастыря на Афоне, хранился в часовне на углу Мытнинской и 2-й Рождественской улиц, близ Старо-Александровского рынка. Часовня была освящена в 1879 году, в 1885 году сгорела, но список иконы «Скоропослушница» чудесным образом уцелел. Восстановленная часовня с иконой, получившей известность после этого случая, перешла к Императорскому православному палестинскому обществу. В 1913 году вместо часовни в присутствии Великой княгини Елизаветы Фёдоровны, председательницы Палестинского общества, был заложен Николо-Барградский храм. В этом храме образ пребывал по 1932 год (до уничтожения церкви).
Чтобы подчеркнуть особое значение чтимой иконы, она была помещена в храме в киот, вырезанный по образу киота Владимирской иконы Божией Матери в Успенском соборе Кремля.
Образ прославился чудотворениями и стал весьма почитаться петербуржцами. Особо почитался он Великой княгиней Елизаветой Фёдоровной, а также императором Николаем II и его семьёй.
До 1958 года, времени перенесения иконы на место нынешнего пребывания, в Свято-Троицкий собор Александро-Невской лавры, она около 20 лет находилась в Князь-Владимирском соборе, где к ней с мольбами обращались жители города в блокадное лихолетье. Для православных жителей Санкт-Петербурга «Невская Скоропослушница» стала хранительницей города наряду с такими чтимыми иконами Божией Матери, как Казанская, Царскосельская, Скорбященская с грошиками.

### Другие списки
В Москве один из чтимых списков иконы Божией Матери «Скоропослушницы» находится в настоящее время в храме Архангела Гавриила Антиохийского патриаршего подворья. Еще один — в левом пределе храма Веры, Надежды, Любви и матери их Софии на Миусском кладбище.
Афонский список иконы в 1900 году был подарен Крестовоздвиженскому кладбищенскому храму Петрозаводска и доныне составляет одну из его главных святынь.
В храме в селе Шаркан Ижевской епархии также имеется список этой иконы.
В Муроме находился список, написанный на Афоне и привезённый в 1878 году в Спасо-Преображенский мужской монастырь.
В храме Архангела Михаила в селе Городище Оренбургской области находится чтимый список иконы.

## Молитвы

### Тропарь
К Богородице притецем, сущии в бедах,

и ко Святей иконе Ея ныне припадем,

с верою зовуще из глубины души:

скоро наше услыши моление, Дево,

яко скоропослушница нарекшаяся:

Тебе бо раби Твои в нуждах

готовую помощницу имамы.

### Молитва первая
О, Пресвятая Дево, Мати Господа вышняго, Скоропослушная заступнице всех, к Тебе с верою прибегающих! Призри с высоты небеснаго величия своего на мене непотребнаго, припадающаго к иконе Твоей, услыши скоро смиренную молитву мене грешнаго и принеси ю к Сыну своему: умоли Его, да озарит мрачную душу мою светом Божественные благодати Своея и очистит ум мой от помыслов суетных, да успокоит страждущее мое сердце и исцелит раны его, да вразумит мя на добрая дела и укрепит работати Ему со страхом, да простит вся содеянная мною злая, да избавит вечные муки и не лишит небеснаго Своего царствия. О преблагословенная Богородице: ты благоизволила еси нарещися во образе своем Скоропослушница, повеливающи всем притекати к тебе с верою: не призри убо мене скорбнаго и не попусти погибнути мне в бездне грехов моих. На Тя по Бозе все мое упование и надежды спасения, и твоему покрову и предстательству поручаю себе во веки. Аминь.

### Молитва вторая
Преблагословенная Владычице, Приснодево Богородице, Бога Слова паче всякаго слова на спасение наше рождшая, и благодать Его преизобильно паче всех приявшая, море явльшаяся Божественных дарований и чудес приснотекущая река, изливающая благость всем, с верою к Тебе прибегающим! Чудотворному Твоему образу припадающе, молимся Тебе, всещедрей Матери человеколюбиваго Владыки, удиви на нас пребогатыя милости Твоя и прошения наша, приносимая Тебе, Скоропослушнице, ускори исполнити все, еже на пользу во утешение и спасение коемуждо устрояющи. Посети, Преблагая, рабы Твоя благодатию Твоей, подаждь недугующим цельбу и совершенное здравие, обуреваемым тишину, плененным свободу, и различными образы страждущих утеши. Избави, Всемилостивая Госпоже, всяк град и страну от глада, язвы, труса, потопа, огня, меча и иныя казни временныя и вечныя, Матерним Твоим дерзновением отвращающи гнев Божий; и душевного расслабления, обуревания страстей и грехопадений свободи рабы Твоя, яко да непреткновенно во всяком благочестии поживше в сем веце, и в будущем вечных благ сподобимся благодатию и человеколюбием Сына Твоего и Бога, Ему же подобает всякая слава, честь и поклонение со Безначальным Его Отцем и Пресвятым Духом, ныне и присно и во веки веков. Аминь.

### Молитва третья
О Пресвятая Дево, Мати Господа Вышняго, Скоропослушная Заступнице всех, к Тебе с верою прибегающих! Призри с высоты небеснаго величия Своего на мене непотребнаго, припадающаго к иконе Твоей, услыши скоро смиренную молитву мене грешнаго и принеси ю к Сыну Своему, умоли Его, да озарит мрачную душу мою светом Божественныя благодати Своея и очистит ум мой от помыслов суетных, да успокоит страждущее мое сердце и исцелит раны его, да вразумит мя на добрая дела и укрепит работати Ему со страхом, да простит вся содеянная мною злая, да избавит вечныя муки и не лишит Небеснаго Своего Царствия. О, Преблагословенная Богородице: Ты бо благоизволила еси нарещися во образе Своем Скоропослушница, повелевающе всем притекати к Тебе с верою: не презри убо мене скорбнаго и не попусти погибнути мне в бездне грехов моих. На Тя по Бозе все мое упование и надежда спасения, и Твоему покрову и предстательству поручаю себе во веки. Аминь.

## Храмы и монастыри, освящённые в честь иконы Божией Матери Скоропослушница

### Россия
Архангельская епархия
- Архангельск (на подворье Сурского монастыря)
- посёлок Луковецкий

Белёвская епархия
- Суворов

Благовещенская и Тындинская епархия
- Белогорск

Владивостокская и Приморская епархия
- Лучегорск

Воркутинская епархия
- Печорский Богородицкий Скоропослушнический монастырь

Выборгская епархия
- Кузьмоловский

Вятская епархия
- Слободской (в Христорождественском монастыре)

Ейская епархия
- Ленинский

Екатеринодарская епархия
- Октябрьский

Калужская епархия
- Растворово

Кемеровская епархия
- Киселёвск

Московская городская епархия

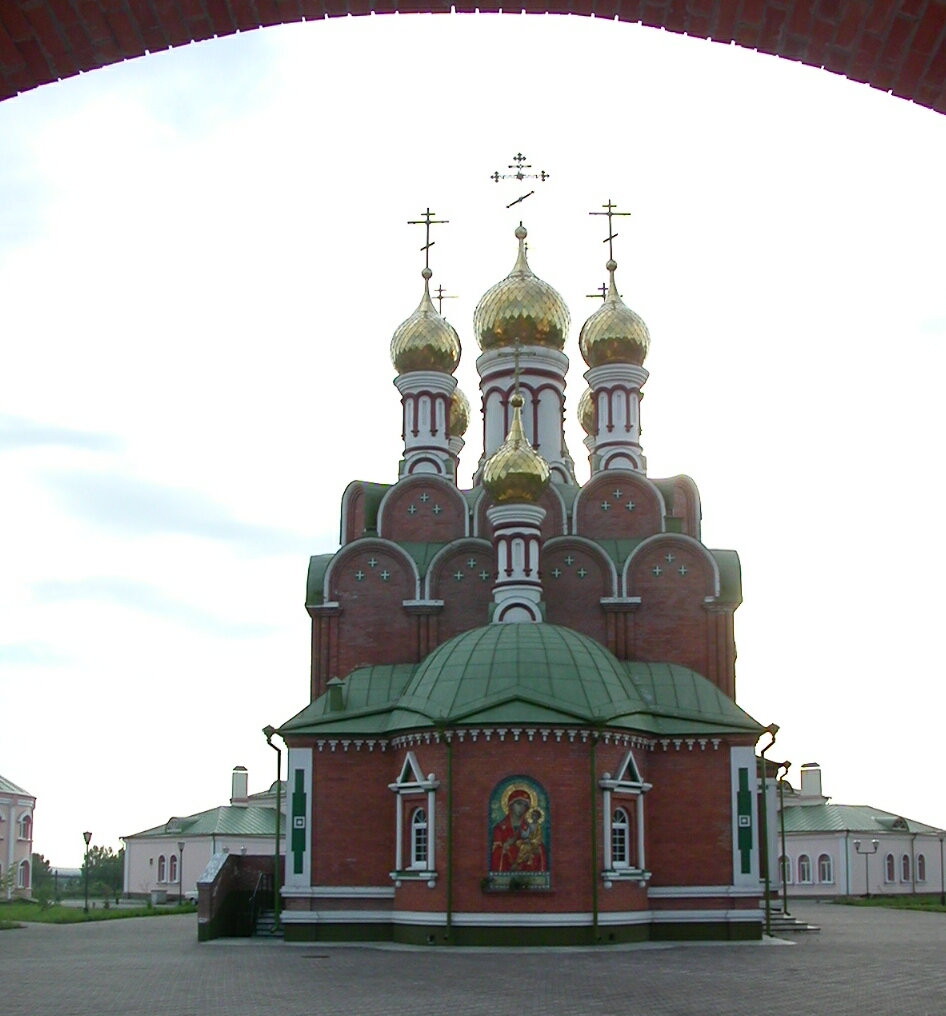
Церковь в Киселёвске

- Москва (домовый храм в Патриаршей резиденции в Переделкине)
- Москва (в районе Марьино)

- Москва (на Ходынском поле)

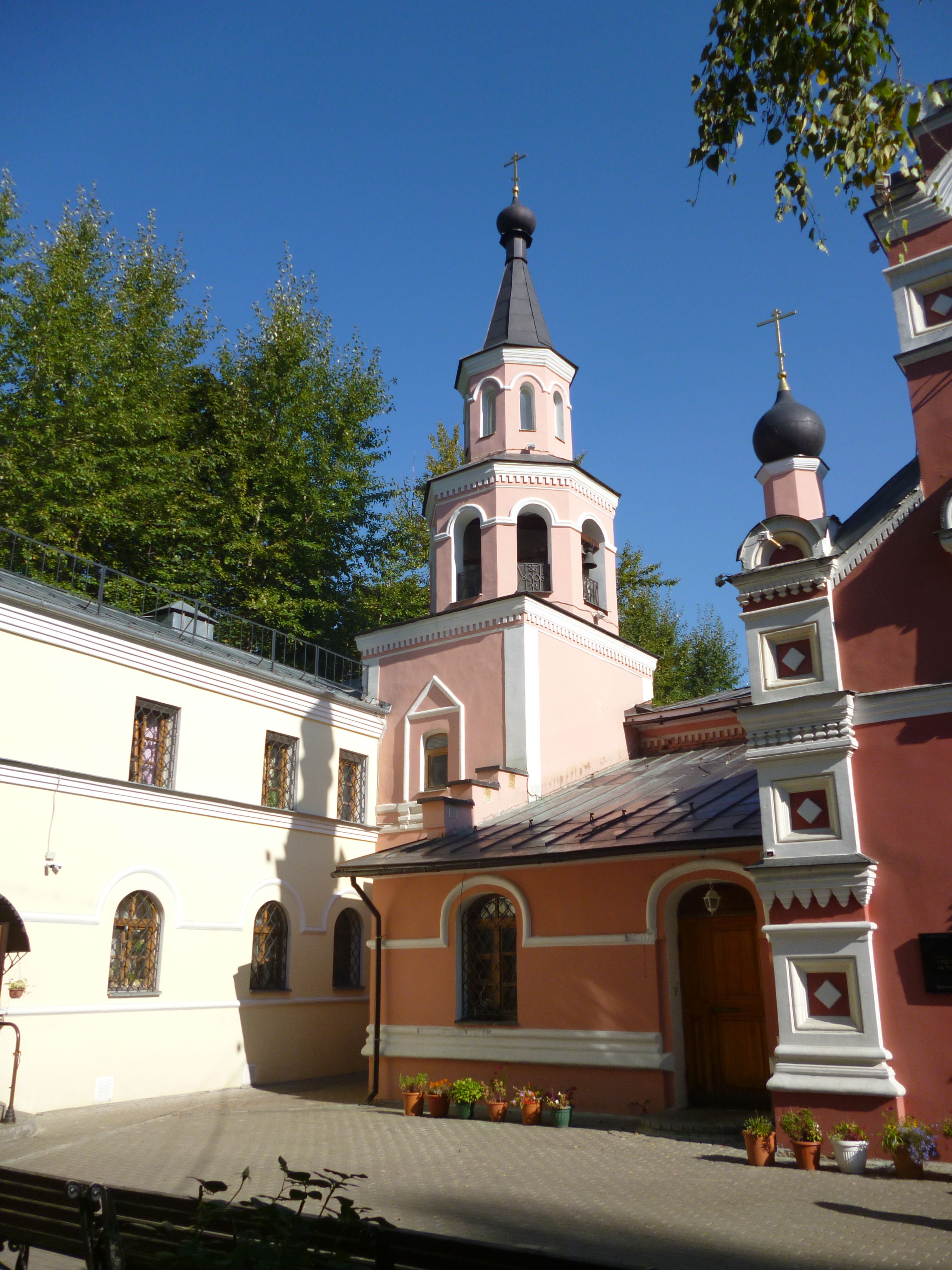
Храм на Ходынском поле

- Москва (при подворье Афонского Пантелеимонова монастыря)

Московская областная епархия
- Чурилково
- Серпухов (в настоятельском корпусе Высоцкого монастыря)

Нижегородская епархия
- Нижний Новгород

Новосибирская епархия
- Мочище

Орловская епархия
- Орёл (в резиденции управляющего Орловско-Ливенской епархии)

Пермская и Кунгурская епархия
- Пермь (в Богоявленском монастыре)

Петрозаводская епархия
- Пудож

Рязанская епархия
- Церковь Иконы Божией Матери «Скоропослушница» и Пантелеимона Целителя в Иоанно-Богословском Пощуповском монастыре
- Храм иконы Божией Матери «Скоропослушница» (Рыбное)

Самарская епархия
- Самара при Первой городской клинической больнице

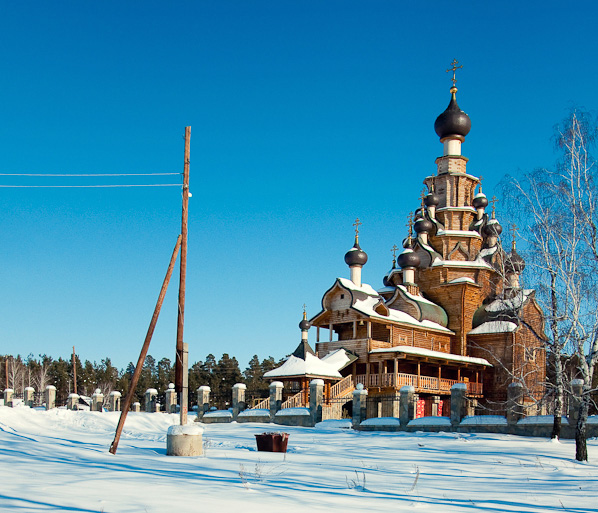
Церковь в Верхней Санарке

Санкт-Петербургская епархия
- Славянка

Смоленская епархия
- Городище

Тихвинская епархия
- Заборье

Троицкая епархия
- Верхняя Санарка

Уфимская епархия
- Учалы

Чебоксарская и Чувашская епархия
- Новые Лапсары
- Чебоксары

Яранская епархия
- Порели

### Белоруссия
- Гомель

### Греция
- Церковь иконы Божией Матери «Скоропослушница» и Святого Элевтерия (Афины)
- Монастырь иконы Божией Матери «Скоропослушница» (Цанес)

Церковь в Ласнамяэ

### Эстония
- Церковь иконы Божией Матери «Скоропослушница» в Ласнамяэ (Таллин)